# Немезида (фильм, 1992)
«Немези́да» (англ. Nemesis) — американский кинофильм в жанре киберпанк, снятый в 1992 году режиссёром Альбертом Пьюном.

## Сюжет
К 2027 году человечество сталкивается с двумя главными проблемами: ухудшением состояния окружающей среды и угрозой со стороны киборгов. Биороботы-террористы представляют опасность для мирового порядка, и цивилизация рискует погрузиться в хаос. Полицейский Алекс Рэйн(Оливье Грюнер) должен бороться с этой угрозой, но после множества операций, вызванных его частыми ранениями, он начинает постепенно превращаться в киборга. Действия его начальства заставляют его задуматься, на чьей он стороне.

## В ролях
- Оливье Грюнер — Алекс Рэйн
- Мерл Кеннеди — Макс Импакт
- Тим Томерсон — Комиссар Фарнсворт
- Кэри-Хироюки Тагава — Анджи-Лив
- Марджори Монаган — Джеред
- Юдзи Окумото — Йоширо Хан
- Николас Гест — Герман
- Томас Джейн — Билли
- Джеки Эрл Хейли — Эйнштейн
- Марджин Холден — Сэм
- Брайон Джеймс — Мариц
- Дебора Шелтон — Джулиана
- Винсент Клин — Мишелль
- Брэнском Ричмонд — Мексиканец